# Dautphetal
Dautphetal – miejscowość i gmina w Niemczech, w kraju związkowym Hesja, w rejencji Gießen, w powiecie Marburg-Biedenkopf.

## Współpraca
Miejscowości partnerskie:
- Cikó, Węgry
- Diesdorf, Saksonia-Anhalt
- Kazań, Rosja